# Pálinkabírálat
A pálinkabírálat a pálinka érzékszervi megítélése és osztályozása. Miként általában az élelmiszereknél, a pálinkánál is több szempont alapján történhet a bírálat.

## Kóstolás, bírálati rendszerek
A bírálati rendszerek közt megkülönböztetünk:
1. összehasonlító bírálatot;
2. rangsorolásos bírálatot;
3. pontozásos bírálatot: a 20 és 100 pontos rendszer a termék vagy az alapanyag kiválasztásánál használatos − a 20 pontos a versenyek gyors és korrekt rendszere, a 100 pontosnál pedig nagyobb felbontással, analitikusan értékelhetők a különbségek;
4. triangulumot, azaz hármas próbákat: a tételek különbségeinek kiszűrésére, a bírálók bírálóképességének tesztelésére használják.

## A bírálat menete
1. A pálinka színét szemrevételezik először a pálinkabírálat során, csak ezután következik a tisztaság vizsgálata. Fontos, hogy az italnak mindig átlátszó, víztiszta, vagy érlelő hordó színűnek kell lennie (a tölgyfától sárgás, óarany színt kap a szesz, az akácfától zöldessárgát, a gesztenyefától vörösesbarnát).
2. Ezután következhet az illat kóstolgatása. Mindig tükröznie kell az adott gyümölcs jellegét a pálinkának: a friss illatot kiegészíti az erjedés során képződő kerekítő, finomító illatok. Hogyha érlelt pálinkát kóstolunk, akkor a jelleg a túl ízes, édeskés gyümölcsöt idézi a hordó fájának erőteljes, finom illatával együtt, így testes, telt érzetet kelt a kóstolóban.
3. A harmadik, befejező szakasz az ízek feltérképezése. Az illat után az ízvilágot térképezzük fel, amely az esetek bizonyos hányadánál harmonizál vele. Ha összhangot találunk az íz és illat között, akkor megfelel emlékképeinknek, elvárásunknak, magyarán szólva ízlik a pálinka.
Mindenképpen szükséges a jó megítéléshez, hogy a kóstoló ismerje az adott gyümölcsöt. Hasonlóképpen lényeges, hogy az illető lehetőleg jó illat- és ízfelismerő memóriával rendelkezzen.
A bírálat során persze nemcsak a jó minőségű pálinkákat kell értékelni, meg kell küzdeni az elmúlt idők szintetikus aromáival, illetve ezek emlékképeivel is. A természetes aromák mindig szolidabbak és árnyaltabbak, mint a mesterségesen adagoltak. Ebből fakadóan nagyobb változatosságot kínálnak a nedű kóstolóinak, bírálóknak.

## Külső hivatkozások
- Dr. Panyik Gáborné egyetemi adjunktus a pálinkakóstolásról